# Wynyard (Tasmanië)
Wynyard is een plaats in de Australische deelstaat Tasmanië en telt 4812 inwoners (2006).
Op haar grondgebied ligt het vliegveld Burnie Airport.